# Breška vas
Breška vas este o localitate din comuna Šentjernej, Slovenia, cu o populație de 20 de locuitori.